# Protesty w Etiopii (2015)
Protesty w Etiopii – seria wystąpień Etiopczyków przeciwko wywłaszczeniom związanym z planowanym przez władze rozwojem Addis Abeby. Podczas protestów doszło do stłumienia manifestacji przez etiopskie siły specjalne. Podczas protestów zginęło co najmniej 140 osób.
Plany rozbudowy stolicy powstały w 2014 roku. Manifestacje rozpoczęły się na początku grudnia 2015 roku. Protesty objęły około 100 miejscowości w regionie Oromia, otaczającym stolicę Etiopii. Zdaniem przywódcy ludu Oromo Bekele Gerby frustracja społeczeństwa narastała od lat z powodu biedy i dyktatorskiej władzy.  Do 10 grudnia 2015 roku aresztowano około 550 osób. Do pierwszych zabójstw protestujących doszło 12 grudnia 2015 roku, kiedy to etiopskie siły bezpieczeństwa zabiły kilku studentów. 15 grudnia 2015 roku rząd oskarżył uczestników o terroryzm i ogłosił wówczas, że manifestanci mają bezpośredni związek z siłami, które otrzymywały polecenia od zagranicznych grup terrorystycznych. Według etiopskiego rządu, podczas manifestacji zginęło pięciu demonstrantów. Etiopistka grupa opozycyjna Kongres Ludowy Oromo 18 grudnia 2015 roku stwierdziła, że zginęło co najmniej 75 osób.
Zastępca dyrektora Human Rights Watch Leslie Lefkow stwierdził, że nazywanie w większości pokojowo nastawionych demonstrantów terrorystami oraz pozwalanie na interwencję wojska prowadzi do niebezpiecznego eskalowania i tak już niestabilnej sytuacji.
Śmierć manifestantów wywołała protesty aktywistów na rzecz praw człowieka przeciwko etiopskiemu rządowi w Berlinie.
13 stycznia 2016 roku rząd Etiopii wycofał się z projektu wywłaszczenia.
Według Human Rights Watch, rząd regularnie oskarża o terroryzm ludzi, który krytykują władzę. Na mocy drakońskiego prawa antyterrorystycznego rząd skazał wielu dziennikarzy i działaczy społecznych na kary pozbawienia wolności.